# Satellite Award per i migliori costumi
Il Satellite Award per i migliori costumi è un riconoscimento annuale dei Satellite Awards, consegnato dall'International Press Academy.

## Vincitori e candidati
I vincitori sono indicati in grassetto.

### Anni 1990
1997
- Evita - Penny Rose
- Hamlet
- Moll Flanders
- Ritratto di signora (The Portrait of a Lady)
- Ridicule

1998
- Titanic - Deborah Lynn Scott
- Amistad
- L'insolente (Beaumarchais, l'insolent)
- La mia regina (Mrs. Brown)
- Le ali dell'amore (The Wings of the Dove)

1999
- Elizabeth - Alexandra Byrne
- Beloved
- La leggenda di un amore - Cinderella (Ever After)
- Pleasantville
- Shakespeare in Love

### Anni 2000
2000
- Il mistero di Sleepy Hollow (Sleepy Hollow) - Colleen Atwood
- Anna and the King
- L'imperatore e l'assassino (Jing ke ci qin wang)
- Un marito ideale (An Ideal Husband)
- Il violino rosso (Le violon rouge)
- Titus

2001
- Il Grinch (How the Grinch Stole Christmas) - Rita Ryack
- La tigre e il dragone (Wo hu cang long)
- Il gladiatore (Gladiator)
- La casa della gioia (The House of Mirth)
- Il patriota (The Patriot)

2002
- Moulin Rouge! - Catherine Martin e Angus Strathie
- L'intrigo della collana (The Affair of the Necklace)
- La vera storia di Jack lo squartatore - From Hell (From Hell)
- Il Signore degli Anelli - La Compagnia dell'Anello (The Lord of the Rings: The Fellowship of the Ring)
- Planet of the Apes - Il pianeta delle scimmie (Planet of the Apes)

2003
- Frida - Julie Weiss
- Austin Powers in Goldmember (Austin Powers in Goldmember)
- Gangs of New York
- Era mio padre (Road to Perdition)
- Star Wars: Episodio II - L'attacco dei cloni (Star Wars Episode II: Attack of the Clones)

2004
- L'ultimo samurai (The Last Samurai)  - Ngila Dickson
- The Company
- Il Signore degli Anelli - Il ritorno del re (The Lord of the Rings: The Return of the King)
- Master and Commander - Sfida ai confini del mare (Master and Commander: The Far Side of the World)
- La maledizione della prima luna (Pirates of the Caribbean: The Curse of the Black Pearl)
- Seabiscuit - Un mito senza tempo (Seabiscuit)

2005 (gennaio)
- La fiera della vanità (Vanity Fair) - Beatrix Aruna Pasztor
- The Aviator
- De-Lovely
- La foresta dei pugnali volanti (Shi mian mai fu)
- Il fantasma dell'Opera (The Phantom of the Opera)
- Sky Captain and the World of Tomorrow

2005 (dicembre)
- Orgoglio e pregiudizio (Pride & Prejudice) – Jacqueline Durran
- Harry Potter e il calice di fuoco (Harry Potter and the Goblet of Fire)
- Le crociate - Kingdom of Heaven (Kingdom of Heaven)
- Memorie di una geisha (Memoirs of a Geisha)
- I colori dell'anima - Modigliani (Modigliani)
- La contessa bianca (The White Countess)

2006
- Il diavolo veste Prada (The Devil Wears Prada) - Patricia Field
- Black Dahlia (The Black Dahlia)
- Dreamgirls
- La città proibita (Man cheng jin dai huang jin jia)
- Marie Antoinette

2007
- Elizabeth: The Golden Age - Alexandra Byrne
- Amazing Grace
- Espiazione (Atonement)
- L'ultimo inquisitore (Goya's Ghosts)
- Hairspray - Grasso è bello (Hairspray)
- La vie en rose (La môme)

2008
- La duchessa (The Duchess) – Michael O'Connor
- Australia
- Ritorno a Brideshead (Brideshead Revisited)
- Ember - Il mistero della città di luce (City of Ember)
- Il curioso caso di Benjamin Button (The Curious Case of Benjamin Button)
- Sex and the City

2009
- Parnassus - L'uomo che voleva ingannare il diavolo (The Imaginarium of Doctor Parnassus) - Monique Prudhomme
- Chéri
- La battaglia dei tre regni (Chi bi)
- Nine
- The Young Victoria

### Anni 2010
2010
- Alice in Wonderland - Colleen Atwood
- Il discorso del re (The King's Speech)
- Mangia prega ama (Eat Pray Love)
- Il cigno nero (Black Swan)
- Robin Hood

2011
- Come l'acqua per gli elefanti (Water For Elephants) - Jacqueline West
- Anonymous
- Mysteries of Lisbon (Mistérios de Lisboa)
- Jane Eyre
- The Artist
- Faust

2012
- A Royal Affair
- Biancaneve e il cacciatore (Snow White & The Huntsman)
- Les Adieux à la Reine
- Anna Karenina
- Cloud Atlas
- Les Misérables

2013/2014
- The Invisible Woman - Michael O'Connor
- Rush
- Il grande Gatsby (The Great Gatsby)
- Saving Mr. Banks
- 12 anni schiavo (12 Years a Slave)
- Il grande e potente Oz (Oz the Great and Powerful)

2015
- Grand Budapest Hotel (The Grand Budapest Hotel) - Milena Canonero
- La ragazza del dipinto (Belle)
- Into the Woods
- Maleficent
- Noah
- Saint Laurent

2016
- Nie Yinniang - Wen-Ying Huang
- The Throne (사도)
- Cenerentola (Cinderella)
- The Danish Girl
- Via dalla pazza folla (Far From the Madding Crowd)
- Macbeth

2017
- Madeline Fontaine – Jackie
- Colleen Atwood – Alice attraverso lo specchio (Alice Through the Looking Glass)
- Courtney Hoffman – Captain Fantastic
- Alexandra Byrne – Doctor Strange
- Mary Zophres – La La Land
- Eimer Ní Mhaoldomhnaigh – Amore e inganni (Love & Friendship)

2018
- Mark Bridges -  Il filo nascosto (Phantom Thread)
- Jacqueline Durran - La bella e la bestia (Beauty and the Beast)
- Stacey Battat - L'inganno (The Beguiled)
- Jeffrey Kurland - Dunkirk
- Alexandra Byrne - Assassinio sull'Orient Express (Murder on the Orient Express)
- Consolata Boyle - Vittoria e Abdul (Victoria & Abdul)

2019
- Sandy Powell – La favorita (The Favourite)
- Colleen Atwood – Animali fantastici - I crimini di Grindelwald (Fantastic Beasts: The Crimes of Grindelwald)
- Erin Benach – A Star Is Born
- Alexandra Byrne – Maria regina di Scozia (Mary Queen of Scots)
- Ruth E. Carter – Black Panther
- Andrea Flesch – Colette

### Anni 2020
2020
- Ruth E. Carter – Dolemite Is My Name
- Mark Bridges – Joker
- Luka Canfora – I due papi (The Two Popes)
- Julian Day – Rocketman
- Caroline McCall, Anna Robbins, Susannah Buxton e Rosalind Ebbutt – Downton Abbey
- Jeny Temime – Judy

2021
- Suzie Harman e Robert Worley - La vita straordinaria di David Copperfield (The Personal History of David Copperfield)
- Alexandra Byrne - Emma.
- Bina Daigeler - Mulan
- Francine Jamison-Tanchuck - Quella notte a Miami... (One Night in Miami...)
- Ann Roth - Ma Rainey's Black Bottom
- Trish Summerville - Mank

2022
- Massimo Cantini Parrini - Cyrano
- Charlotte Walter - Belfast
- Ruth E. Carter - Il principe cerca figlio (Coming 2 America)
- Jacqueline West e Bob Morgan - Dune
- Kirsty Cameron - Il potere del cane (The Power of the Dog)
- Jacqueline Durran - Spencer

2023
- Mary Zophres - Babylon
- Ruth E. Carter - Black Panther: Wakanda Forever
- Catherine Martin - Elvis
- Alexandra Byrne - Empire of Light
- Sandy Powell - Living
- Gersha Phillips - The Woman King

2024
- Janty Yates e Dave Grossman - Napoleon
- Jacqueline Durran - Barbie
- Francine Jamison-Tanchuck - Il colore viola (The Color Purple)
- Jacqueline West - Killers of the Flower Moon
- Ellen Mirojnick - Oppenheimer
- Holly Waddington - Povere creature! (Poor Things)